# Balarama

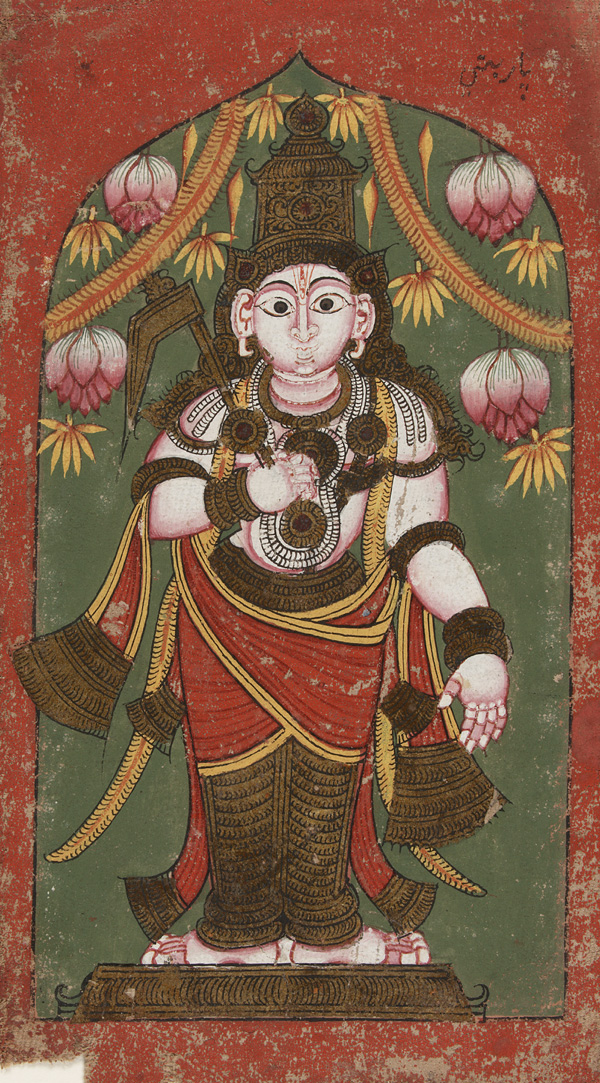
Mural del del dios Balarama, en una pared de un templo hinduista.

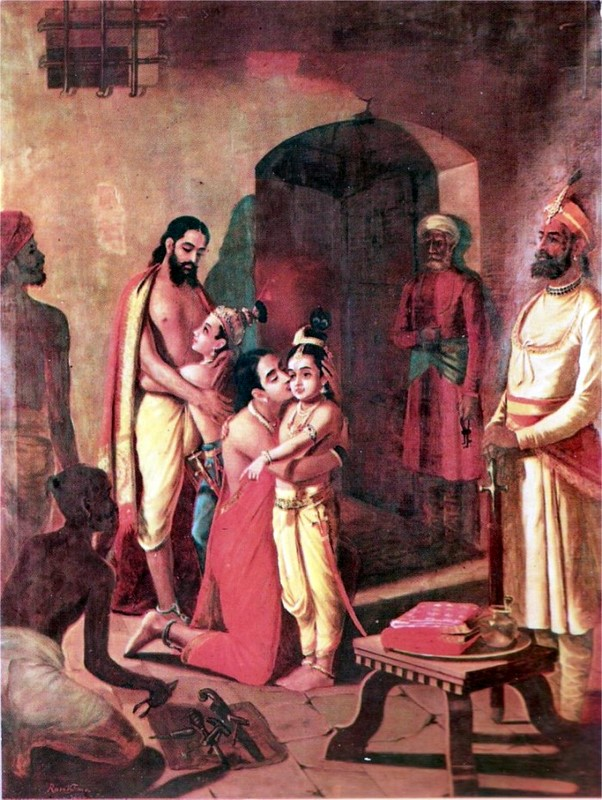
Luego de matar a su malvado tío, el rey Kamsa, Krisná (de ropa amarilla) y Balarama (de ropa azul) se encuentran con sus verdaderos padres: Vásudev y Devakí. Pintura del artista indio Raja Ravi Varma.

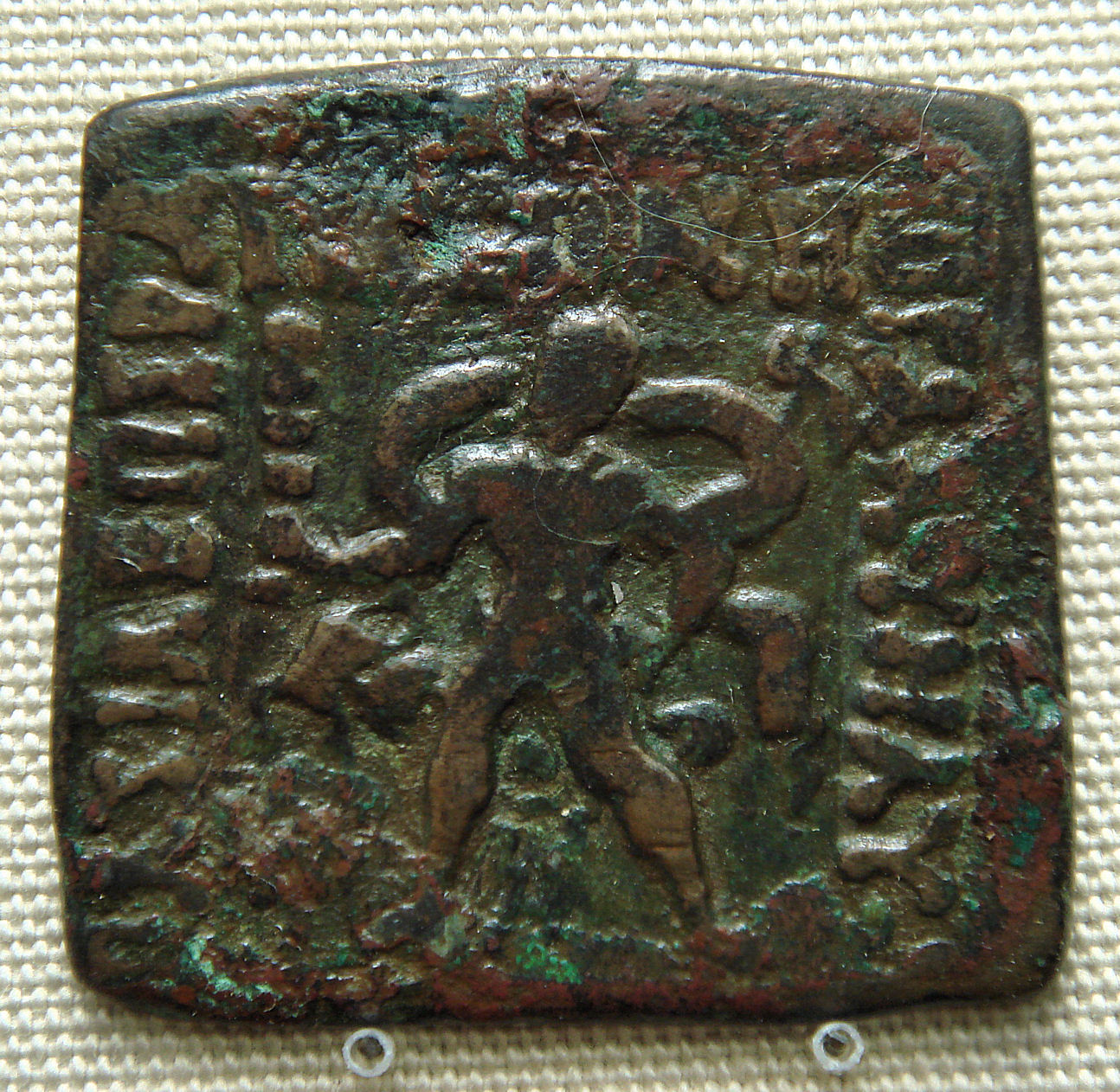
Moneda de Maues representando a Balarama, (siglo I a. C.).

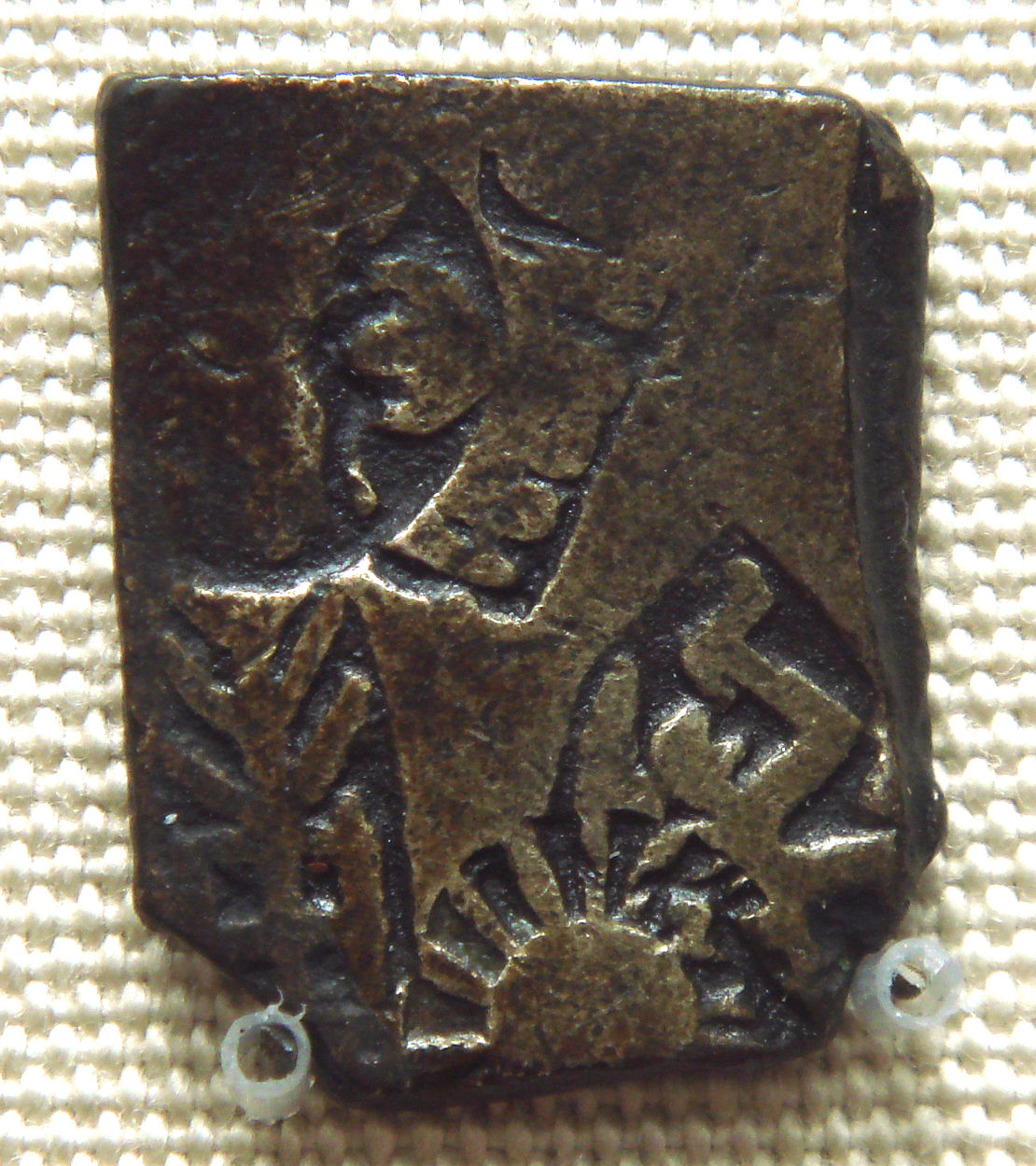
Balarama, sosteniendo la maza y la caracola en una moneda del Imperio mauria (siglo II o III d. C.; actualmente en poder del Museo Británico (Londres).

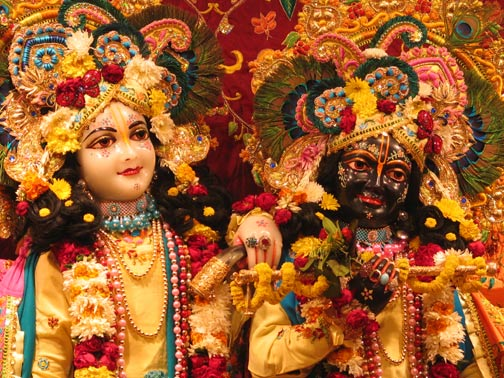
Deidades de Balarama y Krisná en el templo Krishna-Balarama (perteneciente a los hare krishna de Occidente) en Vrindavan (Uttar Pradesh, India).

En el marco del hinduismo, el dios Balarama es el hermano mayor del dios Krisná.
En escritura devanagari se escribe बलराम, bala-rāma (‘fuerza-placer’ o el placer de la fuerza, en sánscrito).
También se lo conoce como
- Baladeva (dios de la fuerza),
- Balabhadra (auspicio fuerte) y
- Gadádhara (el que sostiene la maza)
- Jalaiudha (en inglés Halāyudha, ‘el que pelea con la azada’; el sánscrito jalá es cognado del español ‘jalar’)

En el visnuismo y en el krisnaísmo (dos ramas del hinduismo) y en varias religiones del Sur de la India, se adora a Balarama como un avatar del dios Visnú.
Es enumerado como tal en el Bhagavata-purana (siglo X d. C.).
Se le conoce también como una manifestación de Shesha, la gigantesca serpiente sobre la que descansa Visnú.
El Bhagavata-purana describe a Krisná como la Personalidad de Dios, de quien emana Visnú y otros dioses.
Como parte de esta emanación divina, la primera expansión de Krisná es Balarama.
De Balarama aparecen todas las demás encarnaciones de Dios.
De las tres características espirituales de Dios descritas en los textos sánscritos, sat, cit y ananda (eternidad, conocimiento y bienaventuranza), Balarama está a cargo de la eternidad y el conocimiento.
Por eso es adorado como adi-gurú (maestro principal).

## Nacimiento
Balarama nació de Vásudeva y Devaki.
El malvado rey Kamsa, hermano de Devaki, mató a todos los hijos de su hermana porque una predicción del sabio Nárada dijo que él moriría en manos del octavo hijo.
Kansa encerró a su hermana Devakī y a su cuñado Vásudev en la prisión de su palacio en Mathurá.
Cuando la pareja tuvo su primer hijo Kamsa lo mató ante ellos.
Lo mismo hizo cuando la pareja tuvo su segundo hijo, y empezaron a tener hijos sin poder parar: uno tras otro Kamsa los mató.
Sin embargo, el séptimo hijo fue transferido milagrosamente del útero de Devaki (en la cárcel) al útero de Rojini (la esposa de Nanda, un jefe de pastores de vacas en Vrindávan), quien había deseado tener un hijo propio.
Por eso otro nombre de Balarama es Saṃkarṣaṇa (‘completamente arrastrado’) lo cual describe su transferencia de un vientre a otro.
El niño fue nombrado formalmente como Rama, pero debido a su gran fuerza lo llamaron Bala Rama (‘fuerte Rama’), Bala Deva o Bala Bhadra.
Así Rojini fue la que parió a Balarama y lo crio.
Balarama pasó su infancia como pastor de vacas, junto con su hermano Krisná y amigos.
Más tarde se casaría con Revati, la hija del rey Kakudmi, de Kuśasthalī o Anarta.
Balarama tuvo con su esposa Revati a su amado hijo Nishaṭha.

### En el «Majábharata» (sigloIIIa.C.)
Balarama les enseñó tanto al príncipe Duriodhana (de la familia de los Kurus) y a Bhīma (de la familia de los Pandavas) el arte de luchar con la maza.
Cuando estalló la guerra entre las dos familias, Balarama decidió retirarse y ser neutral, porque sentía afecto por igual por ambos grupos contendientes.
Cuando finalmente Bhima (de más fuerza) derrotó a Duriodhana (de más destreza) dándole un golpe de maza debajo del ombligo (lo cual estaba prohibido por las reglas del combate con maza) Balarama quiso matar a Bhima.
Entonces Krisná le recordó a Balarama que Bhima había prometido matar a Duryodhana aplastándole el mismo muslo que había expuesto en Draupadī (esposa de Bhima) cuando Duriodhana trató de desnudarla.

### En el «Bhagavata-purana» (sigloXId.C.)
Un día, Nanda Majarash le pidió al sabio Garga Muni (el bráhmana sacerdote de la familia) que visitara su hogar para ponerles nombres a Krisná y a Balarama.
Cuando Gargamuni llegó a su casa Nanda le pidió que hiciera la ceremonia de nombramiento de los bebés.
(En la India, aun hoy a los bebés antes de darles nombre se les llama Ku Mara (‘fácil muere’), debido a la altísima mortalidad infantil, basada en el seguimiento de los hinduistas en la medicina aiurvédica).
Gargamuni entonces le recordó a Nanda que el rey Kamsa estaba buscando al hijo de Devaki (porque sabía que se había salvado) y le dijo que si realizaba la ceremonia de manera demasiado opulenta, esto llegaría a oídos del rey, quien entonces sospecharía que Krisná era el hijo de Devaki.
Entonces Nanda le pidió a Gargamuni que realizara la ceremonia en secreto.
«Debido a que el hijo de Rojini, aumenta la felicidad de los demás, su nombre será Rama, y porque tendrá una extraordinaria fuerza, se llamará Baladeva.
Él atraerá al clan de los Yadus a seguir sus órdenes, y por eso se llamará Sankarshana.

## Muerte
En el Bhagavata-purana se describe que después de que Balarama tomó parte en la batalla que causó la destrucción de toda la dinastía Iadu completa, y después de que vio la muerte de Krisná, se sentó a meditar y falleció.
En otras tradiciones se dice que entonces una gran serpiente blanca salió de la boca de Balarama, como referencia a su identidad como Ananta Sesha.
La tradición dice que el sitio donde murió se encuentra en la desembocadura del río Jirán en el Mar arábigo, a un kilómetro del templo Somnath, en Guyarat.
En ese lugar hay una caverna, donde los habitantes de Veraval —ciudad de 341.207 habitantes (en 2001), a 6 km de Somanath— actualmente dicen que la serpiente Shesha retornó a Patala Loka (el infierno).
Ese dato sería teológicamente correcto, ya que la serpiente Ananta Shesha no sólo está debajo del dios Visnú como su reposera, sino también descansando en el infernal Patala.

## Adoración a Balarama

### Creencias de los pancharatris
Los seguidores del Pañcharatra, uno de los grupos krisnaístas más antiguos, adoran a Sankarshana como el segundo viuja (vyuha, en inglés) de Dios.
La única diferencia teológica entre Krisná y Balarama es que la piel de Krisná es oscura y la de Balarama es clara.

### Creencias de los visnuistas
Los vaisnavas (‘visnuistas’) creen que Balarama es la propia Personalidad Suprema de Dios.
Lo adoran como igual en supremacía que Krisná: siempre que Krisná nace en este mundo, Baladeva nace como hermano, a veces mayor, a veces menor.
En todas las encarnaciones y manifestaciones de Krisná Balarama está constantemente sirviéndolo en todos los aspectos.
En el Rama-lila (pasatiempos del rey Rama), Balarama sirvió a Ramachandra como su hermano menor Lákshmana

### Creencias de los krisnaístas
Los gaudiya vaisnavas (‘visnuistas de Bengal’ o sea krisnaístas) creen que en la era de Kali iuga (la era del demonio Kali), Balarama apareció como Nitiánanda, el amigo íntimo de Chaitania Majaprabhu (a quien ellos consideran la encarnación principal de Krisná).
Según ellos Balarama no es igual en todos los aspectos a Krisná.

## Iconografía
Balarama siempre se representa como un joven de piel muy clara (con pintura de color blanco o amarillo), especialmente en comparación con su hermano Krisná, quien se pinta negro o azul oscuro.
Las armas de Balarama son la azada y la maza (en sánscrito gadā).
Tradicionalmente Balarama usa ropas azules y una guirnalda de flores del bosque.
Su cabello está atado en una cola y tiene aretes y brazaletes de oro.
En Mathurā (Estado de Uttar Pradesh, en el centro-norte de la India) el arte hindú ya estaba desarrollado antes del periodo kushan, especialmente enfocados en el culto al dios Visnú.
Allí Balarama aparece representado con dos o cuatro brazos (para indicar su identidad con Visnú).
Es prácticamente seguro que su culto en Mathurá es previo a la llegada de los kushanes.
Balarama aparece a veces con la cabeza coronada por serpientes.